# Jod (Hebräisch)

Jod

Jod (יוד) ist der zehnte Buchstabe im Hebräischen Alphabet. Er hat den Zahlenwert 10.

## Geschichte
Das hebräische Jod hat den gleichen historischen Hintergrund wie das phönizische Jod, aus dem sich das arabische Yā' und über das griechische Iota das lateinische I und J entwickelten. Zu beachten ist, dass der semitische Konsonant im Griechischen zu einem Vokal wurde. Im modernen Ivrit, das ohne Vokalzeichen geschrieben wird (volle Schreibung, scriptura plena), dient das Jod neben seiner konsonantischen Funktion auch als Vokalanzeiger für den Laut „i“. Zwei aufeinanderfolgende Jod stehen für AI oder EY. Die protosinaitische und phönizische Version des Jod stellen abstrakt eine Hand – hebräisch jad – dar.
Das Jod ist der einzige Buchstabe, dem eine Bibelstelle direkt zugeordnet werden kann. In Matthäus 5,18 heißt es:

„Denn wahrlich, ich sage euch: Bis der Himmel und die Erde vergehen, soll auch nicht ein Jota oder ein Strichlein von dem Gesetz vergehen, bis alles geschehen ist.“

Die ursprüngliche Bedeutung der kleinste Buchstabe wird also im NT im übertragenen Sinne etwas sehr Geringes verwendet.

## Beispiele
- ירושלים jeruschalajim / yerushalayim: Jerusalem
- ישראל jisra'el / yisra'el: Israel
- ישוע jeschúa' / yeshúa': Jesus
- סידור Siddur (Jod als mater lectionis)
- בייבי Baby (zwei Jod in einem Fremdwort für den Diphthong ey)

## Zeichenkodierung
| Unicode Codepoint | U+05D9            |
| Unicode-Name      | HEBREW LETTER YOD |
| HTML              | &#1497;           |
| ISO 8859-8        | 0xE9              |